# C929
C929 (полное название Comac C929) — проект перспективного китайского широкофюзеляжного дальнемагистрального самолёта на 250—300 пассажиров, разрабатываемый государственной компанией COMAC.
Изначально планировалось участие в проекте российской «ОАК». Базовая модель должна была называться CR 929-600, младшая версия — CR 929-500, а старшая версия — CR 929-700, при этом литера R в названии обозначала Russia. Однако в 2023 году российская «ОАК» вышла из проекта и разработка начала осуществляться исключительно силами китайской компании «COMAC». В июне 2023 года на авиасалоне Ле-Бурже был представлен макет самолёта под новым обозначением C929.

## История

#### Планирование проекта
Соглашение о совместном производстве самолёта было подписано в 2014 году, во время визита российского президента Владимира Путина в Пекин. Поставки серийных широкофюзеляжных дальнемагистральных самолётов (ШФДМС) заказчикам планировались в 2026—2027 годах, через 10—12 лет после запуска проекта, вся программа была рассчитана до 2045 года. Модель самолёта впервые была продемонстрирована в ноябре 2016 года на международном аэрокосмическом салоне China Airshow в городе Чжухай. 29 сентября 2017 года проект самолёта получил официальное название CR929.
Презентация макета и планы
6 июня 2018 года российская сторона заявила о согласовании «ОАК» и «COMAC» общего вида широкофюзеляжного дальнемагистрального самолёта. 6 ноября 2018 года на авиасалоне China Airshow в Чжухае представили полномасштабный макет части самолёта.
В России выставочный стенд с информацией о самолёте был впервые представлен на МАКС-2019. По состоянию на ноябрь 2019 года, стороны не могли прийти к соглашению, кто будет проводить сертификацию, то есть РФ и Китай не могли решить чей по сути это будет самолёт.
В 2019 году ожидалось заключение первых твёрдых контрактов. Первый полёт должен был состояться не позже 2022 года. 
Производство первого самолёта
В сентябре 2021 китайская корпорация «COMAC» начала собирать первый образец лайнера.
В марте 2021 года в российский Центральный аэрогидродинамический институт сообщил о завершении очередной фазы испытаний модели CR929. Были проведены исследования в аэродинамической трубе Т-128 базовой модели самолёта с серповидной законцовкой крыла на срывные явления на концах крыла, как при малых, так и при больших скоростях полёта.
1 сентября 2021 в Китае был опубликован «План развития гражданской авиации (2021—2025)». На тот момент потребность китайского рынка в широкофюзеляжных самолётах на следующие 20 лет оценивалась в 1200 штук, российского — от 50 до 120. Всего по программе CR929 планировалось выпустить в течение 20 лет около 800 лайнеров.
В сентябре 2021 года сообщалось, что началась сборка первого экземпляра российско-китайского самолёта CR929.
17 ноября 2021 очно в Технопарке «Сколково» и онлайн на площадке ИННОПРОМ Online прошёл IX Форум «Композиты без границ». В ходе форума генеральный директор АО «АэроКомпозит», первый заместитель генерального директора корпорации «Иркут» Анатолий Гайданский заявил, что предприятие начало изготовление прототипов и ведет отработку технологических процессов композитного крыла для CR929.
Исключение России из проекта
В июле 2022 года в гонконгских СМИ появились сообщения о возможном сокращении участия России или даже её выходе из проекта. Причинами указывалось то, что Китай намерен заменить часть российских технологий на западные, пригласил к участию в проекте западных производителей и не хочет делить с российскими партнёрами прибыль на ключевом — китайском — рынке.
В июне 2022 во время ПМЭФ министр промышленности и торговли России Д.В. Мантуров заявил, что в связи с санкциями против российской гражданской авиации и возможными рестрикциями в отношении Китая из-за Тайваня проект российско-китайского самолёта CR929 будет пересмотрен и переформатирован только под российские и китайские комплектующие. Тогда же вице-премьер Ю.И. Борисов заявил о сокращении участия России в проекте производства самолёта, указав на то, что проект «идёт в принципе не в том русле, которое нас устраивает».
В сентябре 2022 на конференции World Design Capital 2022 в Шанхае главный научный сотрудник COMAC академик Китайской инженерной академии Гуанхуэй сообщил, что началось эскизное проектирование самолёта CR929.
В декабре 2022 года Мантуров заявил, российская сторона может сократить свое участие в проекте до поставщика компонентов; следующий этап переговоров с китайскими партнёрами намечался на первый квартал 2023 года.
Летом 2023 года Китай полностью исключил Россию из проекта совместного пассажирского самолета CR929, в названии которого буква R означала Россию. Самолёт получил название C929. Китай заменил все российские наработки на решения от западных компаний. В результате СOMAC привлекла к разработке двигателя Rolls-Royce и General Electric, а для тележек шасси использовала немецкие и американские узлы.

## Кооперация
Для реализации проекта была создана совместная компания (СП) China-Russia Commercial Aircraft International Corp. Ltd. (CRAIC, Китайско-российская коммерческая самолётостроительная компания) со штаб-квартирой в Шанхае. Там же был головной офис, отвечающий за стратегию и развитие программы на высшем уровне. Президентом совместного предприятия был Го Бочжи (Guo Bozhi) — глава отдела широкофюзеляжных самолётов COMAC. Председатель совета директоров СП — Олег Евгеньевич Бочаров (заместитель министра промышленности и торговли РФ). Сергей Фоминых (руководитель программ широкофюзеляжных самолётов ПАО «ОАК») был членом совета директоров с российской стороны. Главным конструктором с российской стороны назначен Литвинов Максим Сергеевич, а с китайской — Чен Инчунь (Chen Yingchun).
COMAC должен был разрабатывать и выпускать металлокомпозитный фюзеляж, российский «ОАК» — разрабатывать и производить композитное крыло. Окончательная сборка лайнера должна была производиться в Шанхае, на мощностях COMAC. Инженерный центр находился в Москве.
На конец 2019 года велись переговоры с поставщиками компонентов для CR929. Из более чем 100 потенциальных поставщиков почти половина из Китая и России.
В декабре 2022 года вице-премьер – глава Минпромторга РФ Денис Мантуров сообщил, что Россия может принять решение перейти из соразработчика в статус поставщика комплектующих в проекте CR929.

## Финансирование разработки
Ожидаемая стоимость разработки самолёта — 13—20 миллиардов долларов США. Россия и Китай участвовали в проекте на равных началах. Разработка лайнера и создание производственных мощностей обошлись в 13 млрд долларов США, ещё 7 млрд долл. пойдут на систему поставки запчастей, маркетинг и поддержку продаж — субсидирование и гарантию остаточной стоимости.
По словам В. Путина, часть расходов по проекту создания двигателя большой тяги для самолёта может покрываться через «Роснефтегаз».

## Характеристики
Базовая версия широкофюзеляжного дальнемагистрального самолёта должна была обозначаться как CR 929-600, младшая — CR 929-500, а старшая — CR 929-700.
- CR929-500: 230 кресел, 14 000 км
- CR929-600: 280 кресел, 12 000 км
- CR929-700: 320 кресел, 10 000 км

На первом этапе самолёт получит либо двигатели General Electric, либо Rolls-Royce. На втором этапе (после 2030 года) рассматривались китайский двигатель CJ-2000 и российский ПД-35.
В 2023 году Россия была исключена из проекта, компания СOMAC привлекла к разработке двигателя Rolls-Royce и General Electric, а для тележек шасси было решено использовала немецкие и американские узлы.
Максимальный взлётный вес — 245 тонн.
Цена самолёта определена в 113,5—117,8 млн долларов; в первый год он должен быть на 20 % дешевле конкурентов.